# Черношеин, Василий Алексеевич
Черношеин Василий Алексеевич (9 августа 1924 — 5 июня 2002) — Герой Советского Союза, командир орудия 1119-го зенитного артиллерийского полка (5-я зенитная артиллерийская Краснознаменная дивизия, 7-я гвардейская армия, 2-й Украинский фронт).

## Биография
Черношеин Василий Алексеевич родился 9 августа 1924 года в деревне Шильмяшево Вологодского уезда (теперь Грязовецкого района Вологодской области) в семье рабочего. Русский. В 1928 году семья Черношеиных переехала в Мурманск, а позже в Ярославль. Василий Алексеевич в Ярославле окончил 7 классов и школу фабрично-заводского обучения. После чего подростком пошел работать бондарем на заводе «Свободный труд».
В Красную Армию был призван в августе 1942 года. Получив профессию зенитчика, в декабре 1942 года был направлен на фронт.
Воевал на Воронежском, Степном, 2-м Украинском фронтах. Принимал участие в битве на Курской дуге, битве за Днепр, сражениях под Кишинёвом и Яссами, в Южных Карпатах, Чехословакии.
Отличился в октябре 1944 года при форсировании реки Тисы. Во время переправы через реку смог удачно переправиться лишь один понтон. Василий Алексеевич Черношеин с орудием и четыре пехотинца в течение сорока восьми часов удерживали позицию. Первоначально против советских солдат было брошено шесть «тигров». Потеряв наводчика, заряжающего и израсходовав все снаряды, отделению Черношеина удалось уничтожить все танки. Вечером подошла ещё одна часть. Утром советские позиции были атакованы бронетранспортёрами и примерно ротой фашистских солдат.
Всего до подхода основных сил удалось подбить шесть «тигров», несколько бронетранспортёров, уничтожить около роты пехоты противника.
9 января 1945 года во время в уличных боёв в Будапеште ефрейтор Черношеин в районе городского парка Варошлигет, подменив раненого наводчика, лично подавил огонь нескольких огневых точек. Зенитным орудием было уничтожено 3 миномёта, 8 станковых пулемётов, 60 фашистов.
За форсирование Тисы и взятие Будапешта Указом Президиума Верховного Совета СССР от 15 мая 1946 года присвоено звание Героя Советского Союза (медаль «Золотая Звезда» № 9138).
Василий Алексеевич Черношеин войну закончил в Праге. К этому времени его подразделению удалось сбить 8 самолётов, уничтожить 26 танков и 150 огневых точек.
После войны в звании старшего сержанта был демобилизован. Жил в Ярославле. Работал фрезеровщиком, слесарем-сборщиком, наладчиком станков на моторном заводе. В 1957 году был избран депутатом Верховного Совета РСФСР.
С 1964 года жил в городе Ногинске Московской области. Работал на заводе топливной аппаратуры слесарем-инструментальщиком. Последние годы жил в Ярославле.
Скончался 5 июня 2002 года. Похоронен в Ярославле, на аллее Героев Воинского мемориального кладбища.

## Награды
- Герой Советского Союза с вручением ордена Ленина и медали «Золотая Звезда»;
- два ордена Отечественной войны 1-й степени;
- орден Трудовой Славы 3-й степени;
- медали.